# Volvarina habanera
Volvarina habanera is een slakkensoort uit de familie van de Marginellidae. De wetenschappelijke naam van de soort is voor het eerst geldig gepubliceerd in 1997 door Espinosa & Ortea.